# Norra Bankohuset

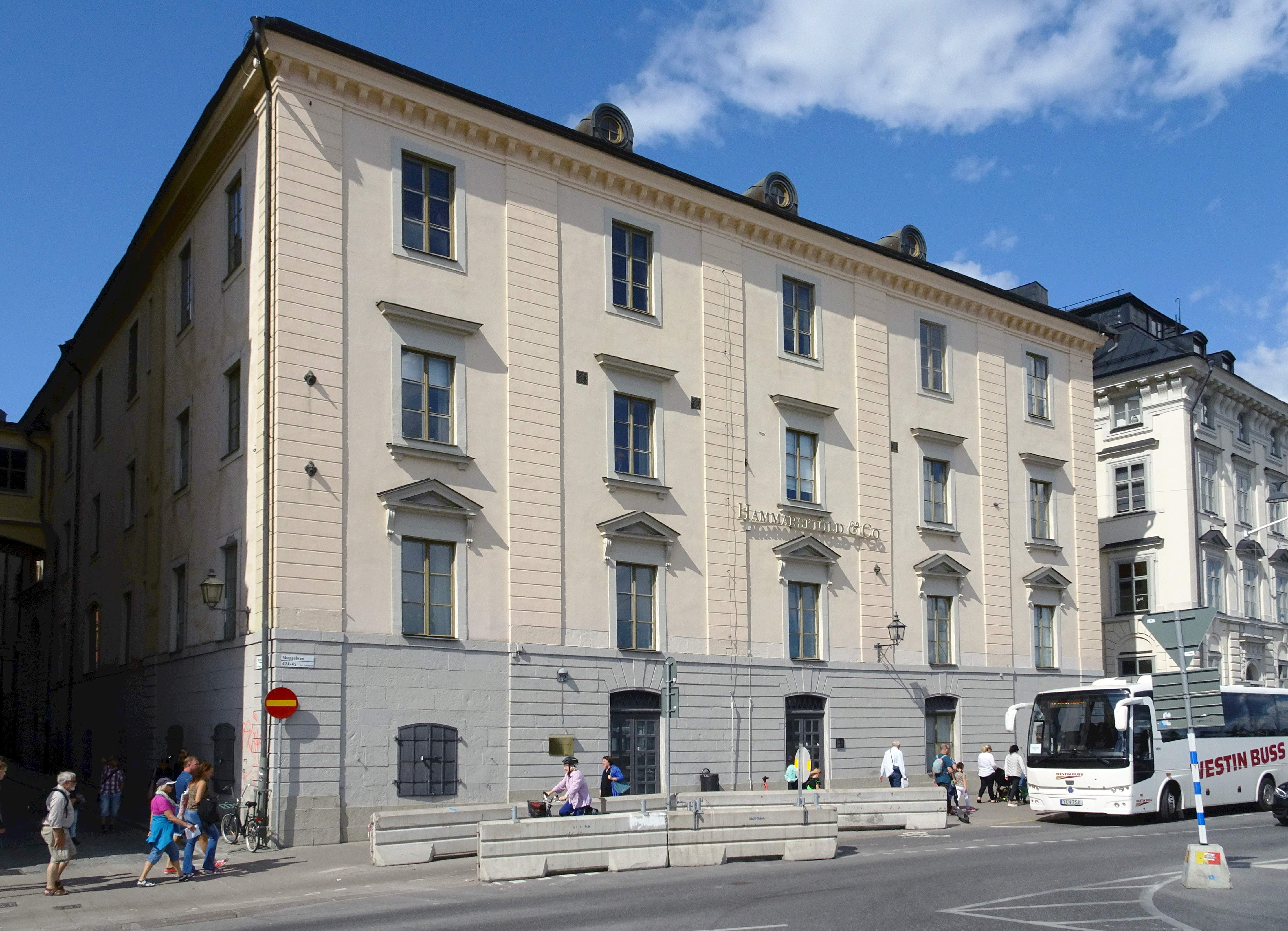
Norra Bankohuset mot Skeppsbron.

Norra Bankohuset är en byggnad i kvarteret Proserpina vid Österlånggatan 53 och Skeppsbron 42A i Gamla stan, Stockholm. Huset är uppfört 1772 efter ritningar av arkitekt Carl Johan Cronstedt. Sedan maj 2018 är Norra Bankohuset ett statligt byggnadsminne.

## Historik

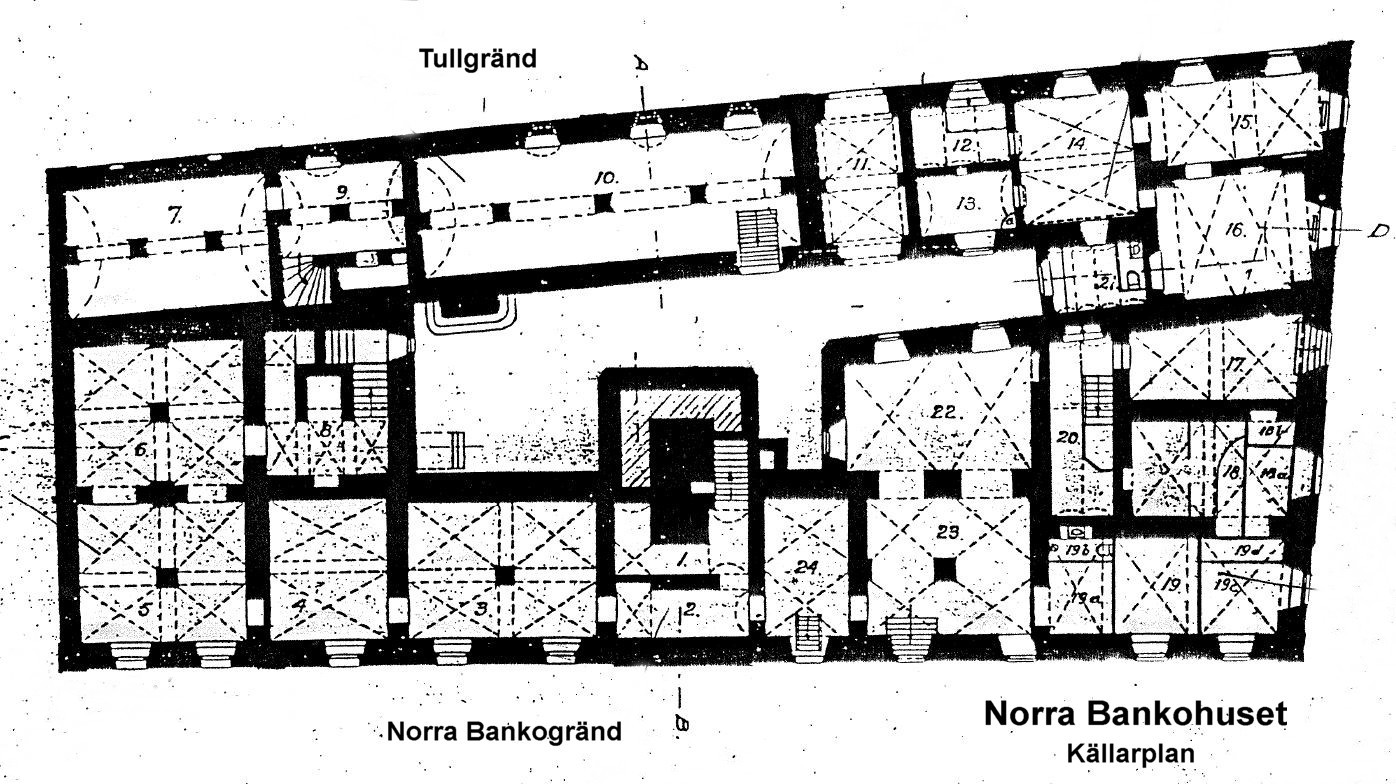
Källarplan.

På platsen låg det Alardiska huset, uppkallat efter bröderna Anders och Joakim Gottfrid Alardi, som Riksbanken förvärvade 1772 från dåvarande ägaren  Simon Bernhard Hebbe. Huset revs och istället uppfördes en tvåvåningsbyggnad efter ritningar av överintendenten Carl Johan Cronstedt, som var en av bankofullmäktiges ledamöter. 
Hit var på 1800-talet Riksbankens expeditionslokaler förlagda två trappor upp. Byggnaden var ursprungligen ett magasin för kopparplåtar och värdehandlingar. I de undre våningarna låg senare ett sedeltryckeri som innebar en ständig brandfara. 
Huset byggdes till 1803 och 1824 efter ritningar av Carl Christoffer Gjörwell den yngre och höjdes med en våning. Då tillkom även ny entré i form av en gångbrygga över Norra Bankogränd mellan huvudbyggnaden Södra Bankohuset och Norra Bankohuset. Denna användes från början till att frakta sedlar mellan bankens kontor och sedelmagasinet och kallas i folkmun "Suckarnas bro" eftersom den påminner om en bro med samma namn i Venedig. 
Byggnaden har med sin slätputsade fasad närmast magasinskaraktär, men fasaden mot Skeppsbron har en enkel artikulering av breda bandrusticerade lisener och frontonkrönta fönsteromfattningar och ritades 1856 av Johan Fredrik Åbom.

## Husets vidare öden
En gammal strandlinje mellan fast och lös grund går genom kvarterets mitt och syns på sättningar i Norra Bankohusets fasad mot Norra Bankogränd. Sättningen går där rakt genom ett fönster. I början av 1970-talet planerade husets ägare, Finansdepartementet, att riva det och låta bygga nytt. Istället såldes fastigheten 1984. 
De nya ägarna genomförde en grundförstärkning genom pålning och en omfattande invändig ombyggnad för kontorsändamål. Bland annat sattes två hissar in, trapphus revs och nya tillkom, planlösningen ändrades, golv lades om, vinden inreddes och många av ytskikten förnyades. År 2002 köpte staten tillbaka fastigheten och Statens fastighetsverk övertog förvaltningen. Den 31 maj 2018 förklarades  Proserpina 4 fastigheten till statligt byggnadsminne.

## Bilder

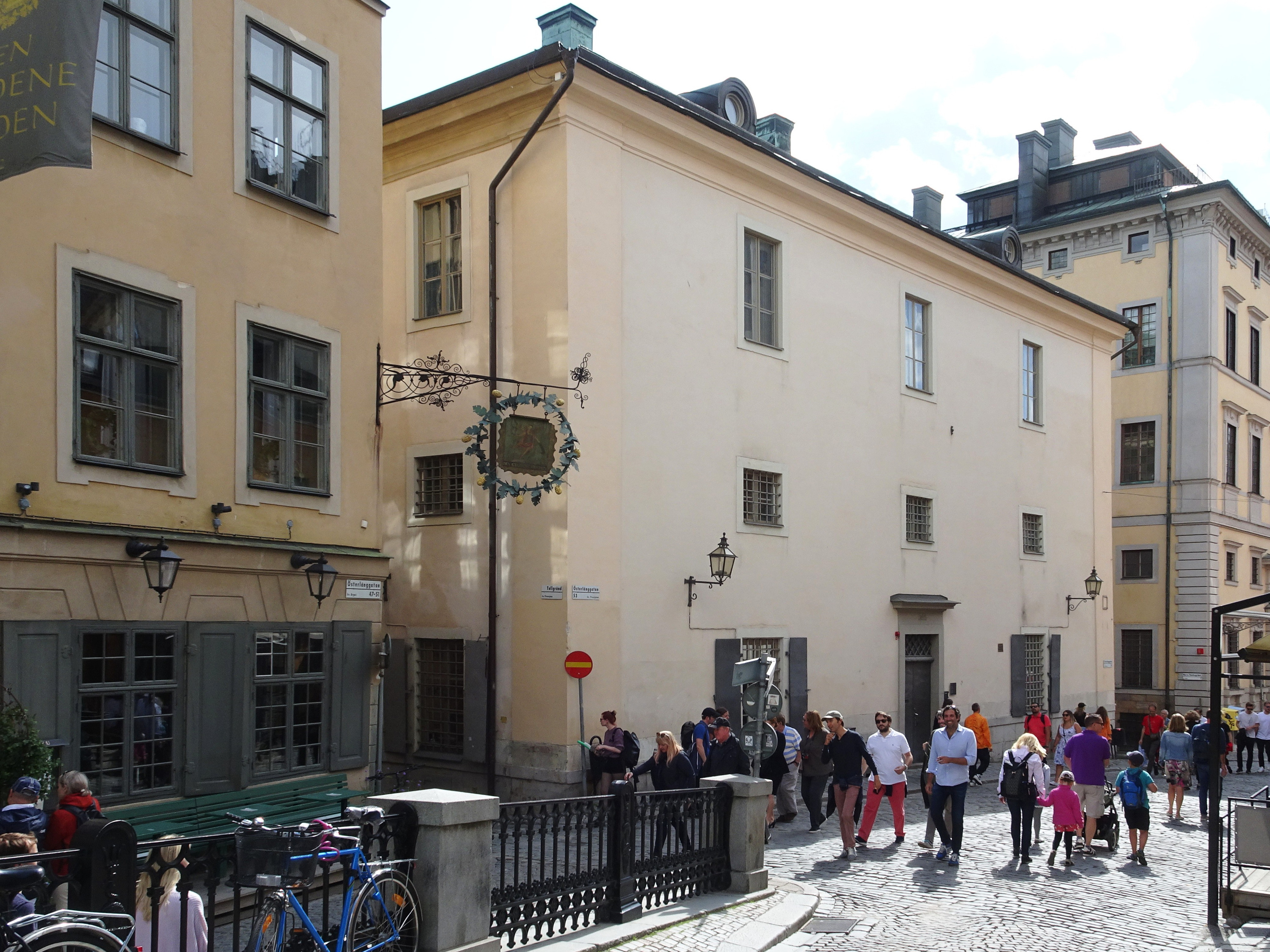
Norra Bankohuset mot Österlånggatan. I bakgrunden skymtar Södra Bankohuset.
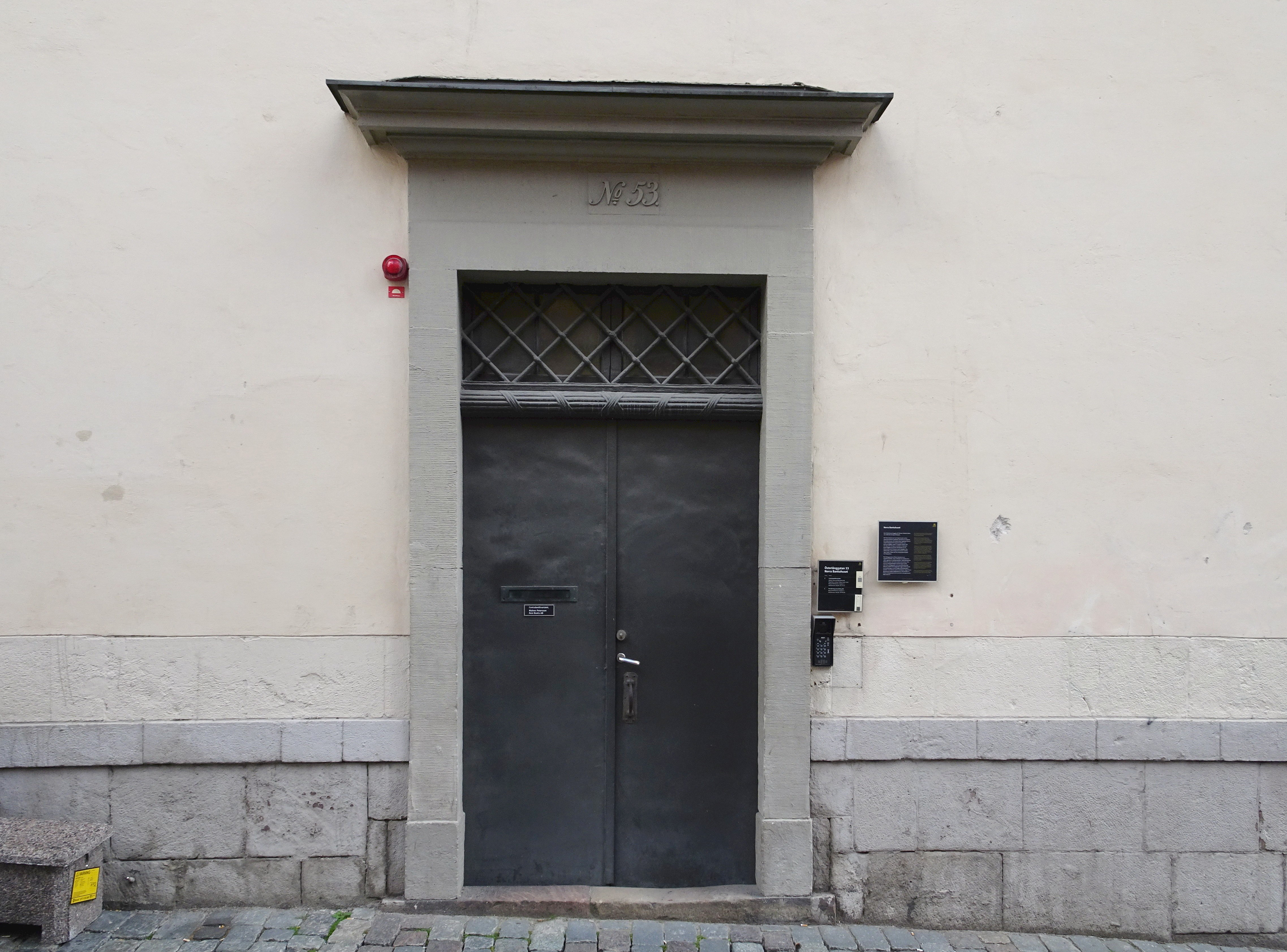
Entréport mot Österlånggatan.
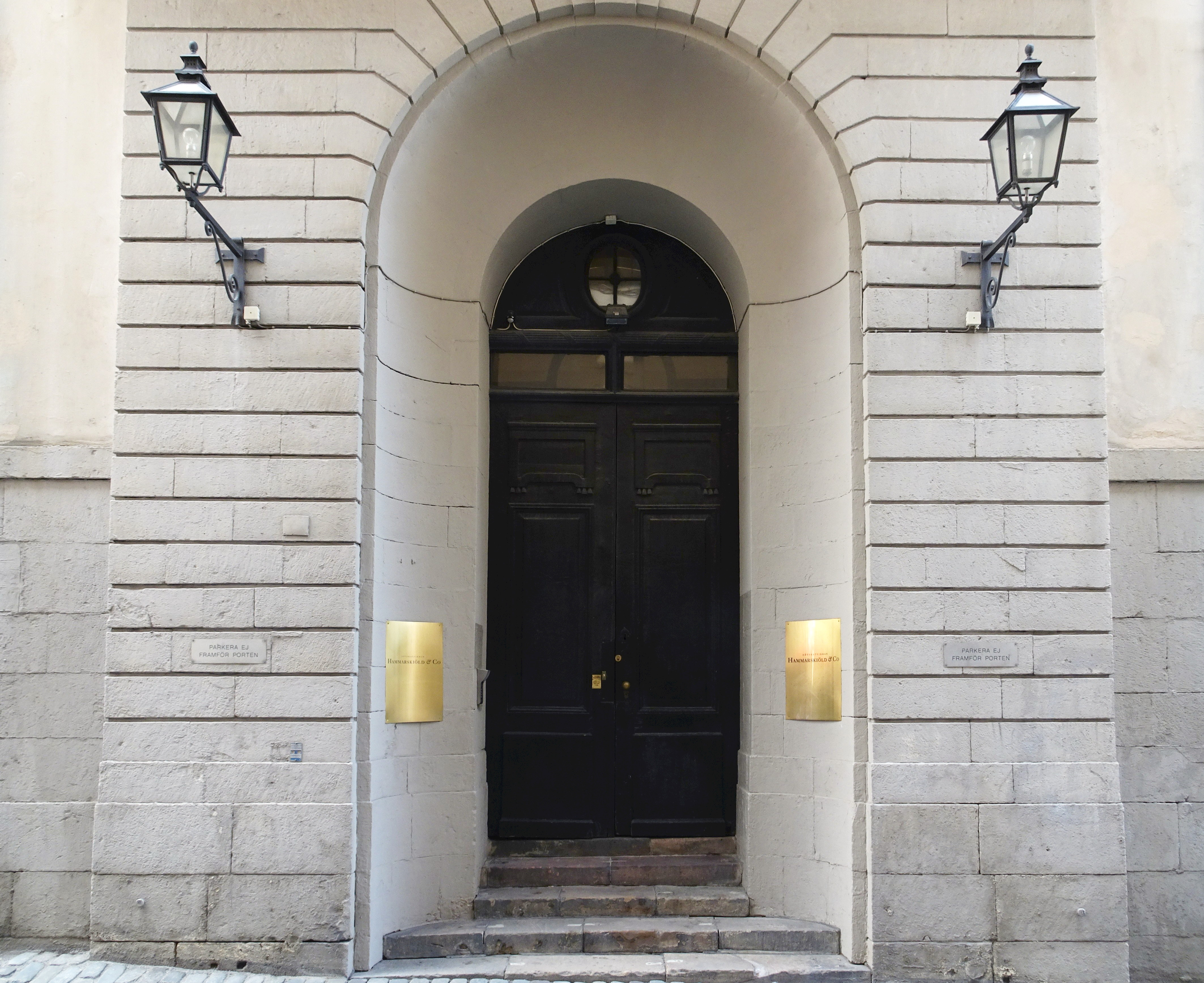
Entréport mot Norra Bankogränd.
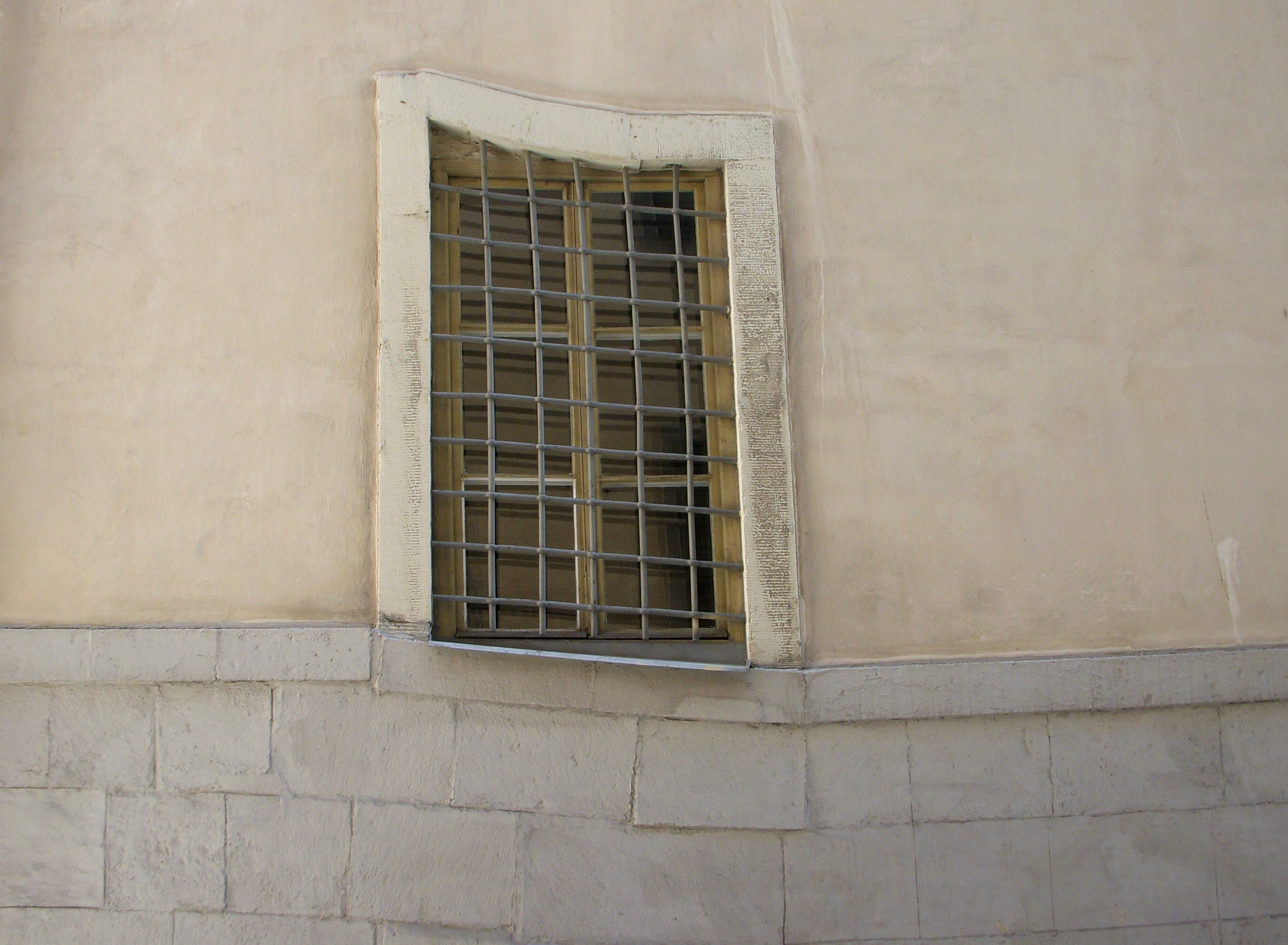
Sättningsskadan i fasaden mot Norra Bankogränd.
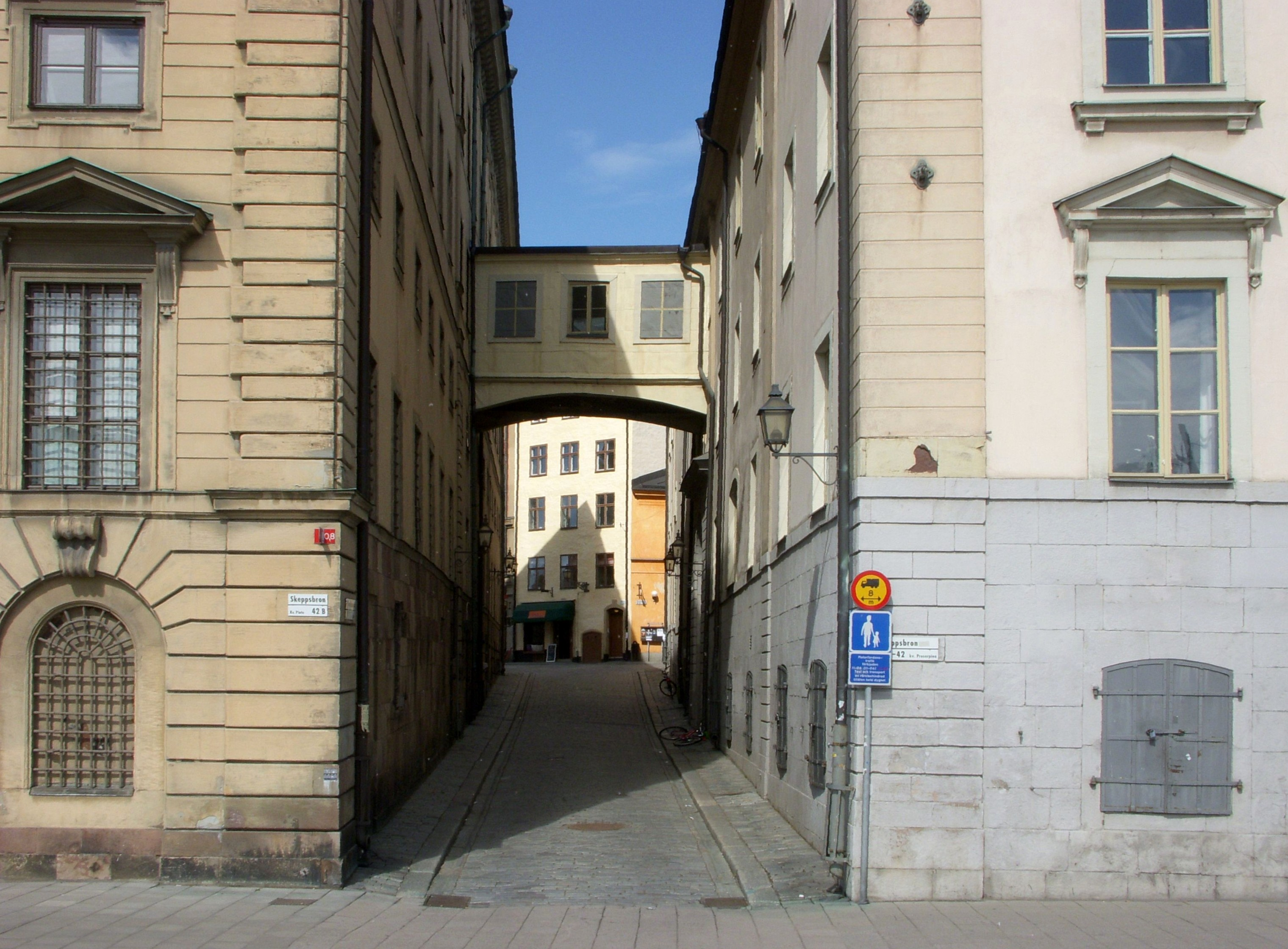
Norra Bankogränd med "Suckarnas bro".